# Iquitos

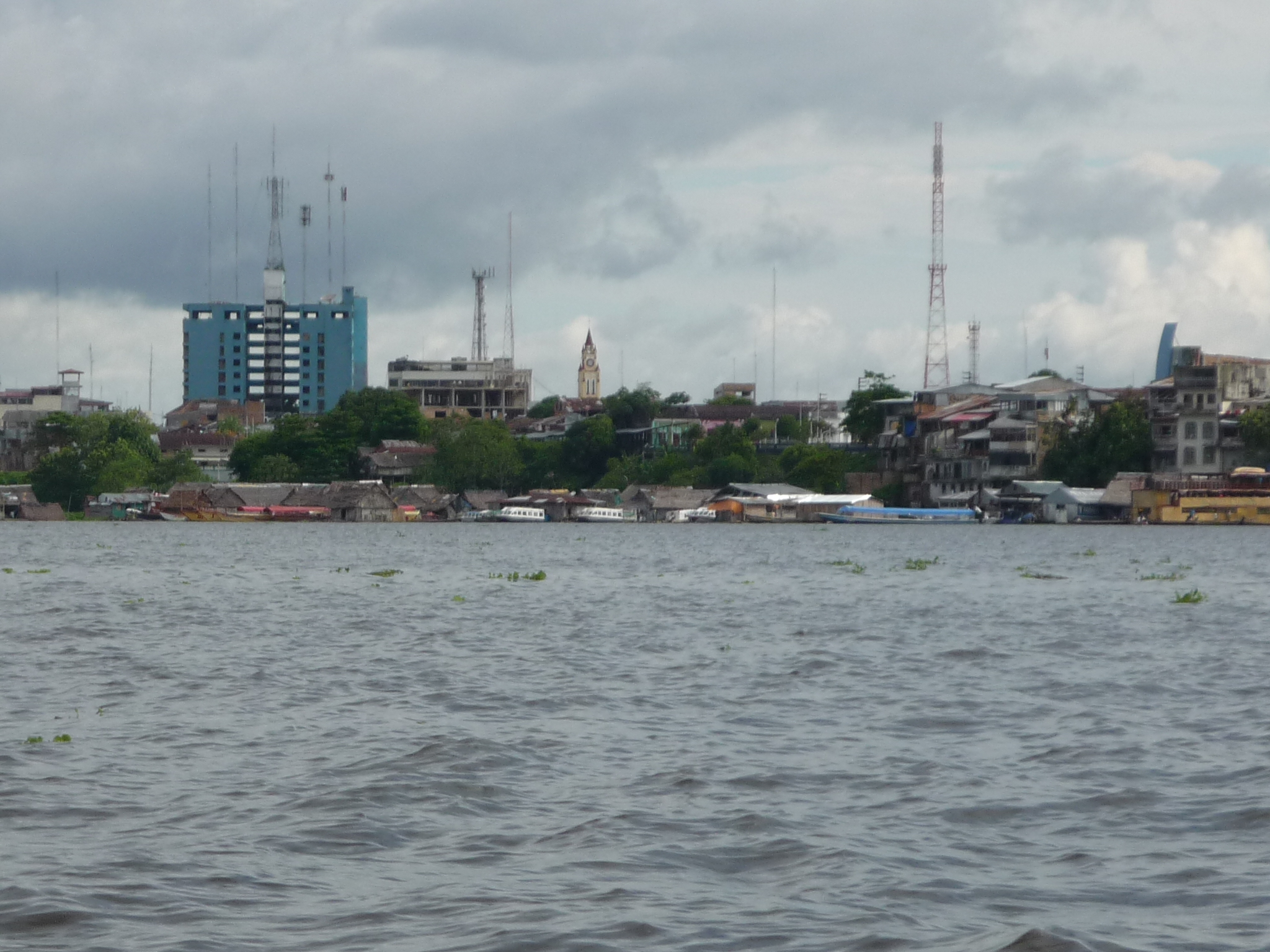
Veduta della città di Iquitos dal fiume Itaya

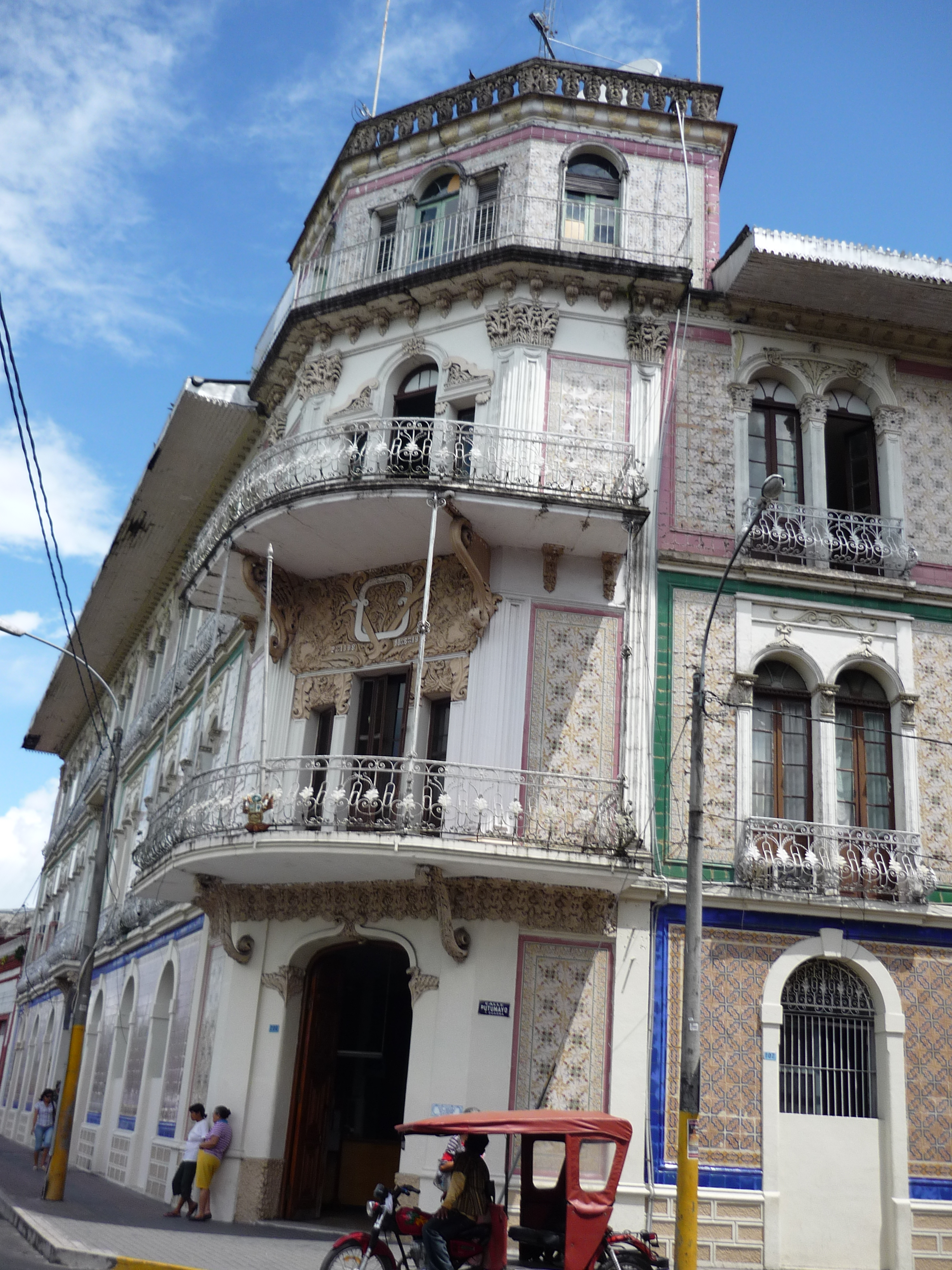
Il Palace Hotel, un tempo lussuoso, costruito all'epoca del boom economico

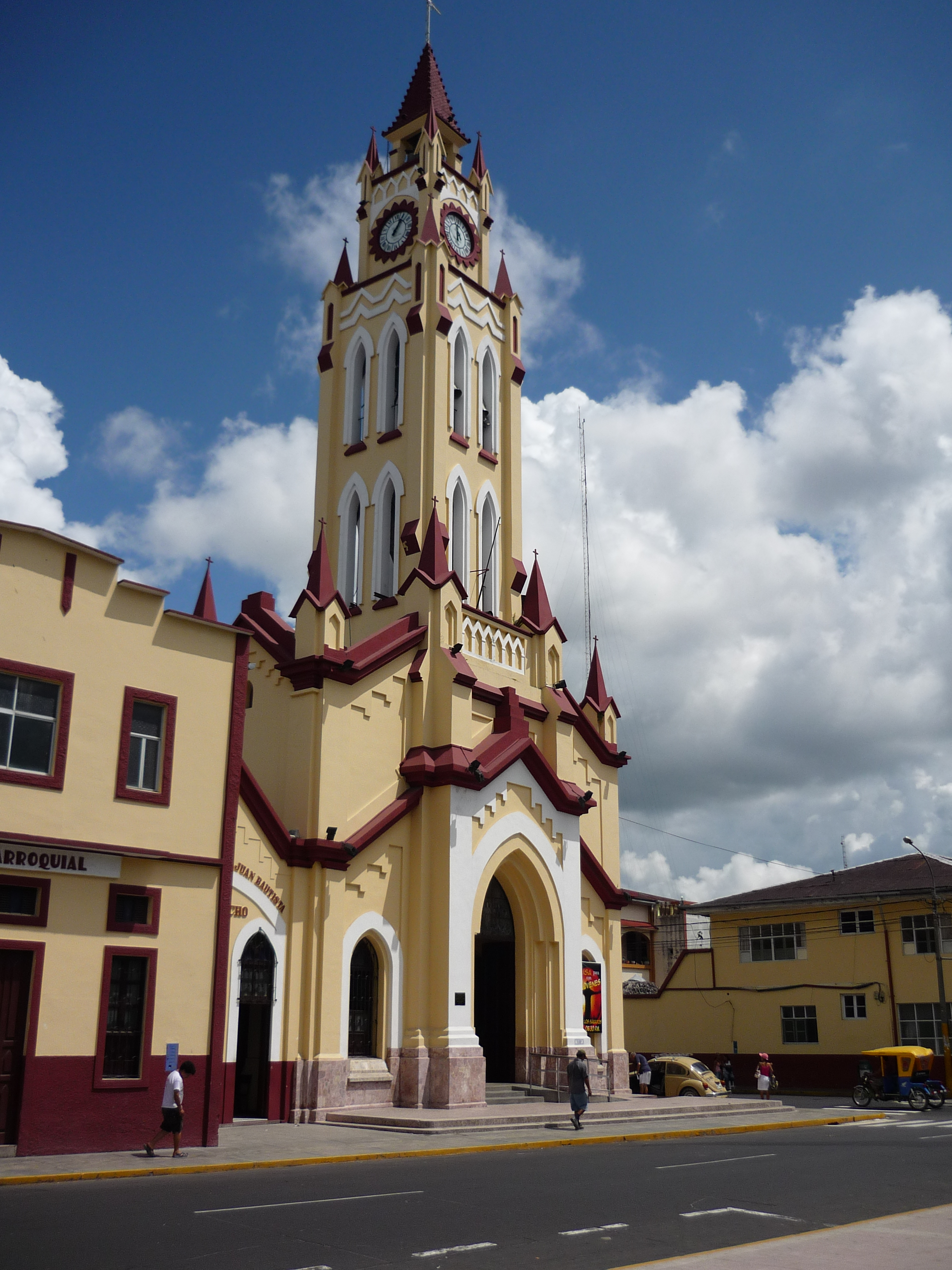
Iglesia Matriz

Iquitos è una città del Perù nord-orientale, capoluogo della regione di Loreto. È il maggior centro dell'Amazzonia peruviana, fondata nel 1864 sul Rio delle Amazzoni, 125 km a valle della confluenza dei fiumi Ucayali e Marañón.
Iquitos è la più grande città al mondo che non può essere raggiunta per strada pur non trovandosi su un'isola; è accessibile solo per via fluviale e aerea.

## Geografia
Iquitos è situata sulla riva sinistra del Rio delle Amazzoni, nel nord-est del Perù, nella regione nord-orientale di Loreto e nell'estremo sud della Provincia di Maynas. Situata nelle Grandi Pianure, la città ha una superficie di 368,9 chilometri quadrati (142,4 miglia quadrate) e comprende i distretti di Belén, Punchana e San Juan Bautista. È la città peruviana più settentrionale.
È circondata dal Porto di Iquitos, formato dal Rio delle Amazzoni, dal Nanay e dell'Itaya. Nei pressi di Iquitos si trovano numerose lagune e laghi; il lago Moronococha delimita la città a ovest. Queste caratteristiche conferiscono alla città l'aspetto di un'enorme isola fluviale.
Iquitos è comunemente riconosciuta come la più grande città continentale non raggiungibile via terra. In realtà una strada che porta a sud c'è, ma è un collegamento di appena 75 km, con la piccola cittadina di Nauta. Per raggiungere Iquitos si può utilizzare la via fluviale, attraverso il grande porto, o quella aerea, grazie all'aeroporto.

## Clima
Il clima è caldo e umido, con una media dell'umidità relativa dell'85%.

## Storia
Nel 1640, padre Bahamonte stabilì le prime riduzioni a Loreto, dove oggi sorge Iquitos. Tra il 1640 e il 1768, i gesuiti stabilirono 152 riduzioni lungo l'Ucayali e il Rio Huallaga, raccogliendo 56.000 indiani e altri 66.000 nell'Alto Napo. I gesuiti e i francescani realizzarono una rapida ed efficace evangelizzazione di Loreto nei secoli XVII e XVIII.
Nel 1860, Iquitos apparve ufficialmente e accolse molti coloni. La creazione, un anno dopo, del dipartimento marittimo e militare di Loreto portò prosperità e rapida crescita. Grazie all'apertura delle vie d'acqua e alla navigazione a vapore, divenne possibile lo sviluppo del commercio e degli scambi. I servizi pubblici attirarono nuovi abitanti a partire dal 1863, il che portò a un censimento di 648 persone un anno dopo.
Tuttavia, fu con la gomma che la città conobbe la sua massima espansione. Il boom della gomma iniziò nel 1880 e durò per circa 30 anni; faceva parte di una grande strategia industriale e aveva un mercato mondiale. Tuttavia, lo sfruttamento degli alberi della gomma richiedeva una manodopera abbondante, che doveva accettare una mobilità regolare e condizioni di lavoro difficili e pericolose, frutto di una storia dolorosa per gli indigeni di Loreto, che furono in gran parte decimati dal lavoro forzato per alcuni, ma anche dalle epidemie portate dagli immigrati e da altri lavoratori.
Nel 1897 Iquitos contava 10.000 abitanti. Collegata a Manaus in Brasile e a Pucallpa via fiume, il suo commercio era sempre più importante. Tuttavia, nonostante la popolazione, nel 1903 la Chiesa non sembrava ancora veramente affermata. Padre Paulino Diaz, prefetto apostolico di San Leon de l'Amazone, deplorava il fatto che la città avesse una sola chiesa, per di più provvisoria, mentre il clero aveva molti compiti urgenti da svolgere: il numero esiguo di persone che sapevano leggere e scrivere e che avevano ricevuto un'istruzione religiosa spiegava la grande diversità delle pratiche religiose, che mescolavano le tradizioni indiane con alcuni aspetti del culto cattolico.
Nel 1911, all'apice dell'industria della gomma, la città contava 15.000 abitanti, tra cui molti cinesi, brasiliani, spagnoli, italiani e portoghesi, oltre ad alcuni nordamericani, tedeschi, francesi e 40 ebrei marocchini. Questa significativa immigrazione, in una regione di difficile accesso, fu il risultato dell'urbanizzazione incoraggiata dal decollo economico della regione.
L'industria della gomma crollò durante la prima guerra mondiale a causa dell'esaurimento delle risorse di materia prima. Intorno alla città, gli alberi della gomma erano infatti scomparsi. Entrata in una fase di declino, l'economia cittadina si riorientò verso nuovi settori, come lo sfruttamento del legname pregiato, l'agricoltura ed il commercio di animali esotici. Con la scoperta nelle vicinanze di giacimenti petroliferi, a partire dagli anni '60 Iquitos attraversò una nuova fase di crescita e prosperità.

## Economia

### Turismo
Iquitos vede una costante crescita turistica, soprattutto come punto di partenza per escursioni verso la foresta amazzonica e la Riserva Nazionale di Pacaya-Samiria. Un'altra opportunità per i turisti è navigare lungo il Rio delle Amazzoni fino a Manaus, Brasile - l'altra città della gomma e unico altro centro industriale all'interno del bacino amazzonico - per raggiungere infine l'Oceano Atlantico, che è 3.360 chilometri di distanza.
Iquitos è anche sede del principale organismo di ricerca per la conservazione del Perù, il Project Amazonas. Ha tre stazioni biologiche sugli affluenti del Rio delle Amazzoni. Gli scienziati, studenti e turisti arrivano ad Iquitos in aereo per poi trasferirsi sulle navi per proseguire il loro viaggio verso le stazioni di ricerca del Progetto. 
Una gita in barca a Pueblo Libre de Belén (comunemente detta Belén) è una delle attrazioni turistiche preferite. Belén è una zona a est di Iquitos che è accessibile a piedi o con motocarri, sia nella stagione secca che in quella umida. Molte delle case in questa zona sono chiatte o palafitte, altre sono abitazioni in mattoni e cemento i cui piani bassi diventano inutilizzabili nella stagione in cui il livello del fiume sale. Le condizioni igienico-sanitarie della zona sono purtroppo deficitarie.
A Belén vi è anche il mercato all'aperto più grande ed esotico della città, che rappresenta esso stesso una grande attrazione turistica. Degno di nota è il vicolo dedicato alla medicina naturale, chiamato "Pasaje Paquito", dove è possibile acquistare qualsiasi prodotto medico di derivazione naturale (pomate, lozioni, tinture), qualsiasi pianta medicinale, oltre ad ogni sorta di prodotti utilizzati con scopo divinatorio o magico.
Il turismo cosiddetto psichedelico, che si dedica cioè ad esplorare il variopinto mondo dello sciamanesimo locale, una pratica terapeutica che si incentra nell'uso cerimoniale e non ludico della preparazione chiamata ayahuasca, è aumentato negli ultimi anni di pari passo con l'aumento del turismo in tutto il Perù. A fronte di un certo numero di curanderos che possono assicurare professionalità in un contesto sicuro, vi è un gran numero di ciarlatani.
Il 4 gennaio 2010 è stato inaugurato l'Amazon Paseo de los Héroes, un marciapiede con busti dedicato agli eroi che hanno dato la vita per difendere la popolazione amazzonica.

## Infrastrutture e trasporti
Pur essendo il principale centro della regione di Loreto e la quinta città per popolazione del Perù, Iquitos resta scarsamente collegato dal resto del Paese.

### Aeroporto Internazionale di Iquitos
L'Aeroporto Internazionale di Iquitos, noto anche come Coronel FAP Francisco Secada Vignetta International, è un importante scalo aereo che serve l'insediamento. Tenendo in considerazione anche l'Aeroporto Internazionale di Pucallpa, lo scalo rappresenta il principale snodo aereo dell'Amazzonia peruviana. Inoltre, funge da collegamento per molte piccole città e paesini della giungla. In passato, dall'aeroporto venivano servite anche alcune destinazioni in Brasile e Stati Uniti. Esso è inoltre il principale accesso per i turisti che intendono visitare Iquitos e la foresta pluviale.
La fitta vegetazione che circonda Iquitos, la quale rende il collegamento stradale pressoché impossibile, fa dello scalo aeroportuale locale il solo al mondo - assieme alla città russa di Petropavlovsk-Kamčatskij - a non essere raggiungibile via terra.

## Sport
La principale società calcistica della città è il Colegio Nacional Iquitos, fondato nel 1926, che disputa le sue partite interne presso lo stadio Max Augustín.